# Slam Dunk Records
Pour les articles homonymes, voir Slam dunk.
Slam Dunk Records ou Slam Dunk Music est un label indépendant britannique, promoteur et organisateur de concerts, fondé en 2007 à Leeds, en Angleterre.

## Histoire
Le label se développe à partir de Slam Dunk, une soirée club hebdomadaire organisée au Cockpit de la ville, centrée sur l'emo, le punk rock, le ska et le heavy metal. Ils ont organisé et promu des concerts dans des lieux de Leeds tels que le Key Club, le Stylus de l'université de Leeds, le Student Union de l'université de Leeds Beckett et la First Direct Arena, ainsi que dans des lieux d'autres villes tels que le Dome Leisure Centre, le National Exhibition Centre et le Hatfield Forum.

## Slam Dunk Festival

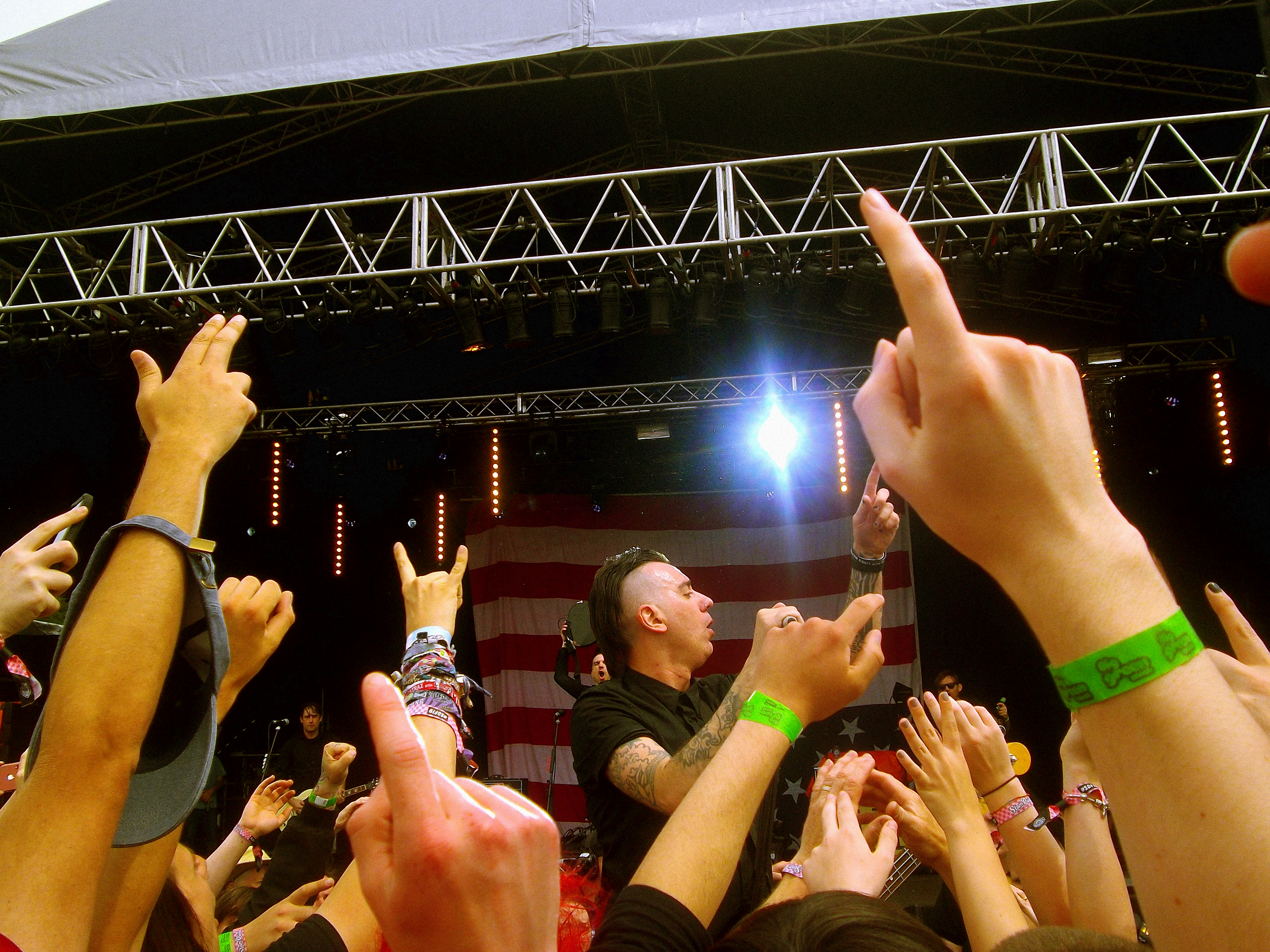
Anti-Flag au festival Slam Dunk 2019.

Le label est associé au Slam Dunk Festival, qui est principalement centré sur le pop punk. Le festival a lieu pour la première fois en 2006 à Leeds. Il est organisé par le label local Slam Dunk Records, qui a acquis une notoriété nationale grâce à la signature de You Me at Six. Il a été organisé au Millennium Square de Leeds avec Fall Out Boy, The Academy Is..., Thursday, Hundred Reasons, Capdown, The Hush Sound et Hellogoodbye.
Dès la deuxième année, le site est agrandi. Le festival déménage sur le terrain de l'association des étudiants de l'université de Leeds. Toutefois, le deuxième festival se déroule également avec une scène sur laquelle sept groupes jouent de nouveau. Reel Big Fish, Mad Caddies, You Me at Six et Paramore, entre autres, jouent au Slam Dunk 2007.
Le 25 mai 2008, le festival s'étend à quatre scènes sur lesquelles 28 groupes au total jouent comme notamment The Blackout, Cute Is What We Aim For, Boys Like Girls, Kids in Glass Houses, Story of the Year, Zebrahead, Attack! Attack!, Twin Atlantic, We Are the Ocean et The Red Jumpsuit Apparatus. Un an plus tard, en 2009, deux scènes supplémentaires sont ajoutées, répartissant ainsi les artistes participants sur six scènes : Hey Monday, Anti-Flag, Silverstein, Hollywood Undead, Young Guns, Devil Sold His Soul, Sonic Boom Six, Hundred Reasons et Glamour of the Kill.
En 2010, le festival se déroule pour la première fois sur deux jours. Toutefois, les deux jours de festival se déroulent sur des sites différents. Outre le site de l'université de Leeds, le Slam Dunk se déroule également pour la première fois à l'université de Hertfordshire. Le casting des artistes est resté identique. Ont notamment joué sur huit scènes New Found Glory, Alkaline Trio, Four Year Strong, Against Me!, Skindred, Rolo Tomassi, Set Your Goals, RX Bandits, Breathe Carolina, The Wonder Years, Your Demise, Millionaires et Get Cape. Wear Cape. Fly.
En 2011, le festival Slam Dunk a de nouveau lieu sur les deux sites. Pour la première fois, le festival est quelque peu réduit. Le nombre de scènes est réduit à sept. Cette année-là, Reel Big Fish, Mayday Parade, Less Than Jake, Framing Hanley, Dance Gavin Dance, Yashin, While She Sleeps, Bury Tomorrow, Shadows Chasing Ghosts et Lower Than Atlantis jouent au festival. En 2012, le festival est également réduit. Seules quatre scènes sont montées, sur lesquelles se sont produits Architects, Every Time I Die, Cancer Bats, Of Mice and Men, Funeral for a Friend, Motion City Soundtrack, I See Stars, The Word Alive, Gallows, The Story So Far et Make Do and Mend.
L'édition 2020 est annulée à cause de la pandémie de Covid-19 et reportée à 2021. Fin 2021, le festival annonce son line-up pour 2022 qui comprendra : Alexisonfire, Rancid, The Used, The Story So Far, The Wonder Years, Hot Water Music, et The Vandals. Le 2 juin 2023, le festival s'exporte pour la première fois en France, et est organisé à la halle Tony-Garnier de Lyon, avec en têtes d'affiche The Offspring, Billy Talent et Simple Plan.